# 17279 Дженіфереванс
17279 Дженіфереванс (17279 Jeniferevans) — астероїд головного поясу, відкритий 6 червня 2000 року.
Тіссеранів параметр щодо Юпітера — 3,358.